# William Katt
William Katt est un acteur américain, né le 16 février 1951 à Los Angeles.

## Biographie
Il est le fils des acteurs Bill Williams (pseudonyme d'Herman Katt, 1915-1992) et Barbara Hale (1922-2017).

## Filmographie

### comme acteur
- 1970 : Fuite dans la nuit (Night Chase) (TV) : Marine Private
- 1971 : The Late Liz : Peter Addams
- 1971 : The Trackers (TV) : Davey
- 1972 : The Daughters of Joshua Cabe (TV) : Billy Jack
- 1974 : Can Ellen Be Saved? (TV) : Bob
- 1976 : Carrie au bal du diable (Carrie) : Tommy Ross
- 1977 : First Love (en) : Elgin Smith
- 1978 : American Party (Big Wednesday) de John Milius : Jack
- 1979 : Les Joyeux Débuts de Butch Cassidy et le Kid (Butch and Sundance: The Early Days) : The Sundance Kid, alias Harry Alonzo Longabaugh
- 1981 : Pippin: His Life and Times (TV) : Pippin
- 1981 à 1983 : The Greatest American Hero (TV) : Pippin
- 1982 : The Rainmaker (TV) : Jimmy Curry
- 1985 : Baby : Le Secret de la légende oubliée (Baby: Secret of the Lost Legend) : George Loomis
- 1985 : Perry Mason (Perry Mason Returns) (TV) : Paul Drake Jr
- 1986 : House : Roger Cobb
- 1988 : White Ghost : Steve Shepard
- 1989 : Tom Bell (TV) : Thomas Bell
- 1989 : Swimsuit (TV) : Brian
- 1989 : Tom Bell ("Top of the Hill") (série TV) : Thomas Bell Jr
- 1990 : Rebel Storm
- 1990 : Wedding Band : Marshall Roman
- 1991 : Naked Obsession : Franklyn Carlysle
- 1991 : Good Sports (série TV) : Nick Calder
- 1991 : Last Call (en) : Paul Avery
- 1992 : Double X: The Name of the Game (en) : Michael Cooper
- 1992 : House 4 (House IV) : Roger Cobb
- 1993 : Arabesque: Amour, succès et décadence (The death of anovellist's assistant): Derek Hartman
- 1993 : Les Intrus (Distant Cousins) : Richard Sullivan
- 1994 : Tollbooth : Waggy
- 1994 : Amerikanskiy Blyuz (TV) : Dr Dell Davis
- 1994 : The Paper Boy : Brian
- 1994 : Cyborg 3: The Recycler (en) de Michael Schroeder : Decaf
- 1994 : Stranger by Night (en) de Gregory Dark (en): Troy Rooney
- 1995 : Méchant garnement (Problem Child 3: Junior in Love) (TV) : Ben Healy
- 1995 : Piranha (en) (TV) : Paul Grogan
- 1996 : Romantic Undertaking (TV) : Richard Tennant
- 1996 : Morsures (Rattled) (TV) : Paul Donohue
- 1996 : Devil's Food (TV) : Andrew Burns
- 1996 : Daddy's Girl : Don Mitchell
- 1997 : U'bejani : Père Bob
- 1997 : Whacked : Sergent Niktaukus
- 1997 : Rough Riders (TV) : Edward Marshall
- 1997 : Mère Teresa (en) (Mother Teresa: In the Name of God's Poor) : Harry Harper
- 1998 : Hyacinth
- 1998 : Jeux de piste (Catch Me If You Can) (TV) : Jean Benoit
- 1999 : Clean and Narrow : George
- 1999 : Jawbreaker de Darren Stein (en) : M. Purr
- 1999 : Les Frères Falls (Twin Falls Idaho) : Chirurgien
- 2000 : Learning to Surf
- 2001 : Disparition programmée (Determination of Death) : John Logan
- 2001 : Party boys (en) (Circuit) de Dirk Shafer (en) : Gino
- 2002 : Treading Water : The Investor
- 2002 : L'Ours et l'enfant (Gentle Ben) (TV) : Gittis
- 2002 : Snake Island de Wayne Crawford (en) : Malcolm Page
- 2003 : Descendant (en) de Kermit Christman et Del Tenney : Dr Tom Murray
- 2005 : River's End (id) : Ed Kennedy
- 2005 : Firedog : Scout (voix)
- 2005 : Mystery Woman: Game Time (TV) : Donald Fiske
- 2006 : Gamers (en) : Le patron de Reese
- 2006 : Backstage Pass (vidéo) : Kurt Wilson
- 2007 : The Man from Earth : Arthur « Art » M. Jinkins
- 2009 : Mirrors 2 : Jack Matheson
- 2010 : Earthling : Sean's father
- 2014 : The Unwanted : Troy
- 2018 : The Man from Earth: Holocene : Arthur « Art » M. Jinkins

### comme réalisateur
- 1999 : Clean and Narrow
- 2005 : River's End (id)

### comme scénariste
- 1999 : Clean and Narrow
- 2003 : Descendant (en)